# New Melle
New Melle är en ort i Saint Charles County i Missouri. Vid 2020 års folkräkning hade New Melle 541 invånare.